# ألونزو باول
ألونزو باول (بالإنجليزية: Alonzo Powell)‏ هو لاعب كرة قاعدة أمريكي، ولد في 12 ديسمبر 1964 في سان فرانسيسكو في الولايات المتحدة.

## وصلات خارجية
- ألونزو باول على موقع دوري كرة القاعدة الرئيسي (الإنجليزية)
- ألونزو باول على موقع الدوري الياباني لكرة القاعدة (الإنجليزية)
- ألونزو باول على موقعبيزبول رفرنس.كوم (الدوري الرئيسي) (الإنجليزية)
- ألونزو باول على موقعبيزبول رفرنس.كوم (الدوري الثانوي) (الإنجليزية)
- ألونزو باول على موقع إي إس بي إن.كوم (أم.أل.بي) (الإنجليزية)
- ألونزو باول على موقع مشجعي الرسوم البيانية (الإنجليزية)